# Stefan Löw (Politiker, 1990)
Stefan Löw (* 28. August 1990 in Neustadt an der Waldnaab) ist ein Politiker der AfD und ehemaliger deutscher Polizist. Er ist seit 2018 Mitglied des Bayerischen Landtags.

## Leben
Löw war als Bundespolizist in Bayern tätig. Im Jahr 2017 wurde er mit 27 Jahren als dienstunfähig in den Ruhestand versetzt. Als Grund für seine Dienstunfähigkeit gab er gegenüber der lokalen Presse an, nicht mehr mit Flüchtlingen arbeiten zu können, und führte außerdem deren Vielzahl von Krankheiten an. Er ist Mitglied der bayerischen AfD. Bei der bayerischen Landtagswahl 2018 kandidierte er als Stimmkreisabgeordneter im Stimmkreis Tirschenreuth und auf Listenplatz 3 der AfD in der Oberpfalz. Löw zog als Abgeordneter in den bayerischen Landtag ein. Bei der Landtagswahl 2023 zog er erneut in den Landtag ein. Dort ist Löw aktuell Mitglied des Ausschusses für Kommunale Fragen, Innere Sicherheit und Sport. Er ist zudem Leiter des Arbeitskreises der AfD für Inneres, Mitglied im Imkerverein Waldthurn und Umgebung.

## Kontroversen
Während des bayerischen Landtagswahlkampfs 2018 war Löw an der Auslösung eines Polizeieinsatzes beteiligt, als eine Frau am Infostand der AfD zwei Mitglieder angeblich als „Ferkel“ bezeichnete. Löw wollte daraufhin die Frau anzeigen und erfragte deshalb ihre Personalien. Als sich die Frau weigerte, ihm diese mitzuteilen, wollte Löw sie vorläufig festnehmen (Jedermann-Festnahme), bis die Polizei eintreffen würde, wonach es zu einer Rangelei mit ihrem Ehemann kam, der die Polizei rief. Es folgten mehrere Anzeigen von Seiten der AfD-Mitglieder. Diese Verfahren wegen Beleidigung und Verleumdung wurden wenige Monate später eingestellt.
Nach der Landtagswahl 2018 gingen mehrere Wahlbeanstandungen beim bayerischen Landtag ein, welche die Berufsbezeichnung Löws auf dem Wahlzettel zum Thema hatten. Obwohl Löw schon 2017 in den vorzeitigen Ruhestand versetzt worden war, ließ dieser auf dem Wahlzettel als Beruf „Polizeibeamter“ angeben. Die Abgeordneten des Rechtsausschusses sahen dies als kritisch, aber vom Gesetz gedeckt an und wiesen die Beanstandungen zurück.
Löw sorgte im Juli 2020 im bayerischen Landtag für einen Eklat, als er in einer Debatte seine Rede provokant mit einer Gasmaske halten wollte. Er wies auf die sogenannte Maskenpflicht hin. Mehrmalige Aufforderungen des Landtagsvizepräsidenten Alexander Hold, die Gasmaske abzulegen, blieben ohne Wirkung. Daraufhin entzog Hold dem Abgeordneten das Rederecht und rügte ihn wegen „ungebührlichem Verhalten mit dem Ziel, den Landtag lächerlich zu machen“.